# Partido Socialista del Pueblo de Ceuta
El Partido Socialista del Pueblo de Ceuta (PSPC) es un partido político español cuyo ámbito de actuación es la ciudad autónoma de Ceuta, una ciudad española en el norte de África. Fue inscrito en el registro de partidos políticos del Ministerio del Interior el 31 de enero de 1986, culminando el trabajo de la gestora creada en 1985. Su secretario general actual es José Antonio Sáiz Castañeda.

## Historia
El PSPC nace tras la moción de censura al entonces alcalde de Ceuta, el socialista Francisco Fráiz, en 1985. Varios miembros del PSOE, junto a exmilitantes del Partido Comunista de España, que cerró su sede en Ceuta a principios de la década de 1980, deciden crear un proyecto localista bajo postulados progresistas.
El PSPC ha concurrido a todas las elecciones municipales y autonómicas, teniendo representación en el ayuntamiento y posterior Asamblea de Ceuta entre 1986 y 1999. Entre los años 2000 y 2007 se ha quedado siempre a menos de un punto de obtener representación. También se ha presentado a todas las elecciones generales, a excepción de las de 1993, en las que apoyó al PSOE. Entre 1988 y 1991 formó parte del equipo municipal de gobierno en el tripartito PSOE-CDS-PSPC, antes de la autonomía, que llegaría en 1995.
A principios de 2009, desde el PSPC se iniciaron negociaciones con la Unión Demócrata Ceutí (UDCE), partido con el que venía colaborando desde años atrás. La UDCE permitió que miembros del PSPC se integraran en distintos consejos de administración de sociedades municipales. Las negociaciones han dado un paso hacia adelante tras la celebración de la V Asamblea de la UDCE, en la que el PSPC fue presentado de manera oficial a las bases. El 19 de marzo fue presentada la coalición de ambas formaciones políticas bajo la denominación de Caballas, que concurrieron juntos a los procesos electorales que siguieron

## Secretarios Generales del PSPC
- 1986-1992 Alejandro Curiel Cabezudo
- 1992-2005 José Antonio Alarcón Caballero
- 2005-2012 Iván Chaves Bermejo
- Desde 2012 José Antonio Sáiz Castañeda